# Jõepera
Jõepera – wieś w Estonii, w prowincji Tartu, w gminie Meeksi.